# Arete Hime
Arete Hime (アリーテ姫, Arīte Hime) ou Princesa Arete é um filme de animé japonês dos géneros aventura e fantasia, realizado e escrito por Sunao Katabuchi, com base no livro de 1983, The Clever Princess, da autora Diana Coles. Estreou-se no Japão a 21 de julho de 2001. O filme é uma abordagem não tradicional dos padrões dos contos de fadas sobre princesas, e é considerado uma das animações feministas mais sucedidas do Japão.

## Elenco
- Hōko Kuwashima como princesa Arete
- Tsuyoshi Koyama como Boax
- Akio Suyama como Boax (jovem)
- Satomi Kōrogi como bruxa
- Minami Takayama como Ample
- Yūsuke Numata como Grovel
- Eiji Takemoto como Dullabore
- Norihisa Mori como cavaleiro
- Takashi Nagasako como rei
- Yoshikazu Nagano e Kōhei Kowada como guardas
- Naomi Shindō como empregada
- Kazuhiko Nishimatsu como alfaiate
- Umi Tenjin como aprendiz
- Yūko Sasaki como narradora
- Tomohisa Asō
- Takkō Ishimori
- Masaya Takatsuka

## Produção
O filme foi produzido por Eiko Tanaka e animado pelo estúdio Studio 4°C, com a banda sonora composta por Akira Senju. O filme foi baseado na história original de Diana Coles, intitulada The Clever Princess e publicada em 1983, que foi publicada no Japão sob o título de Arete hime no bōken (アリーテ姫の冒険, Arīte hime no bōken) em 1989. A canção de abertura intitulada "Kin-iro no Tsubasa" (金色の翼), foi interpretada por Taeko Oonuki e composta e arranjada por Akira Senju, e a música-tema "Krasno Solntse" (Красно Солнце), foi interpretada pela cantora russa Origa, com a composição e arranjos de Akira Senju.

## Receção
O filme foi galardoado com o Prémio de Excelência na categoria de cinema, no Tokyo International Anime Fair em 2002. O enredo de Arete Hime foi comparado aos dos filmes produzidos pelo Studio Ghibli, no entanto, o filme também foi criticado pelo seu desenvolvimento lento.

## Reconhecimentos
| Ano  | Prémios                        | Categorias           | Destinatários e nomeados | Resultado | Referências |
| ---- | ------------------------------ | -------------------- | ------------------------ | --------- | ----------- |
| 2002 | Tokyo International Anime Fair | Prémio de Excelência | Arete Hime               | Venceu    | [ 4 ]       |